# كارل ماجنى
كارل ماجنى (بالإنجليزية: Carl Magnay)‏ (20 يناير 1989 بغيتسهيد في المملكة المتحدة - ) هو لاعب كرة قدم بريطاني في مركز الدفاع. شارك مع منتخب أيرلندا الشمالية تحت 21 سنة لكرة القدم. أما مع النوادي، فقد لعب مع تشيلسي وغريمسبي تاون وليدز يونايتد وميلتون كينز دونز ونادي غيتزهد ونادي هارتلبول يونايتد ونادي نورثامبتون تاون.

## وصلات خارجية
- كارل ماجنى على موقع قاعدة بيانات كرة القدم.إي يو (الإنجليزية)
- كارل ماجنى على موقع Soccerbase.com (لاعب) (الإنجليزية)
- كارل ماجنى على موقع Soccerway.com (الإنجليزية)
- كارل ماجنى على موقع عالم كرة القدم.نت (الإنجليزية)